# ويليام لياندرسون
ويليام لياندرسون (بالسويدية: William Leandersson)‏ (9 يناير 1984 بالسويد - ) هو لاعب كرة قدم سويدي في مركز الدفاع. شارك مع منتخب السويد تحت 17 سنة لكرة القدم ومنتخب السويد تحت 19 سنة لكرة القدم. أما مع النوادي، فقد لعب مع نادي إلفسبورغ وHörvikens IF ‏ وMjällby AIF ‏.

## وصلات خارجية
- ويليام لياندرسون على موقع اتحاد السويد (السويدية)
- ويليام لياندرسون على موقع قاعدة بيانات كرة القدم.إي يو (الإنجليزية)
- ويليام لياندرسون على موقع Soccerway.com (الإنجليزية)